# Mirra

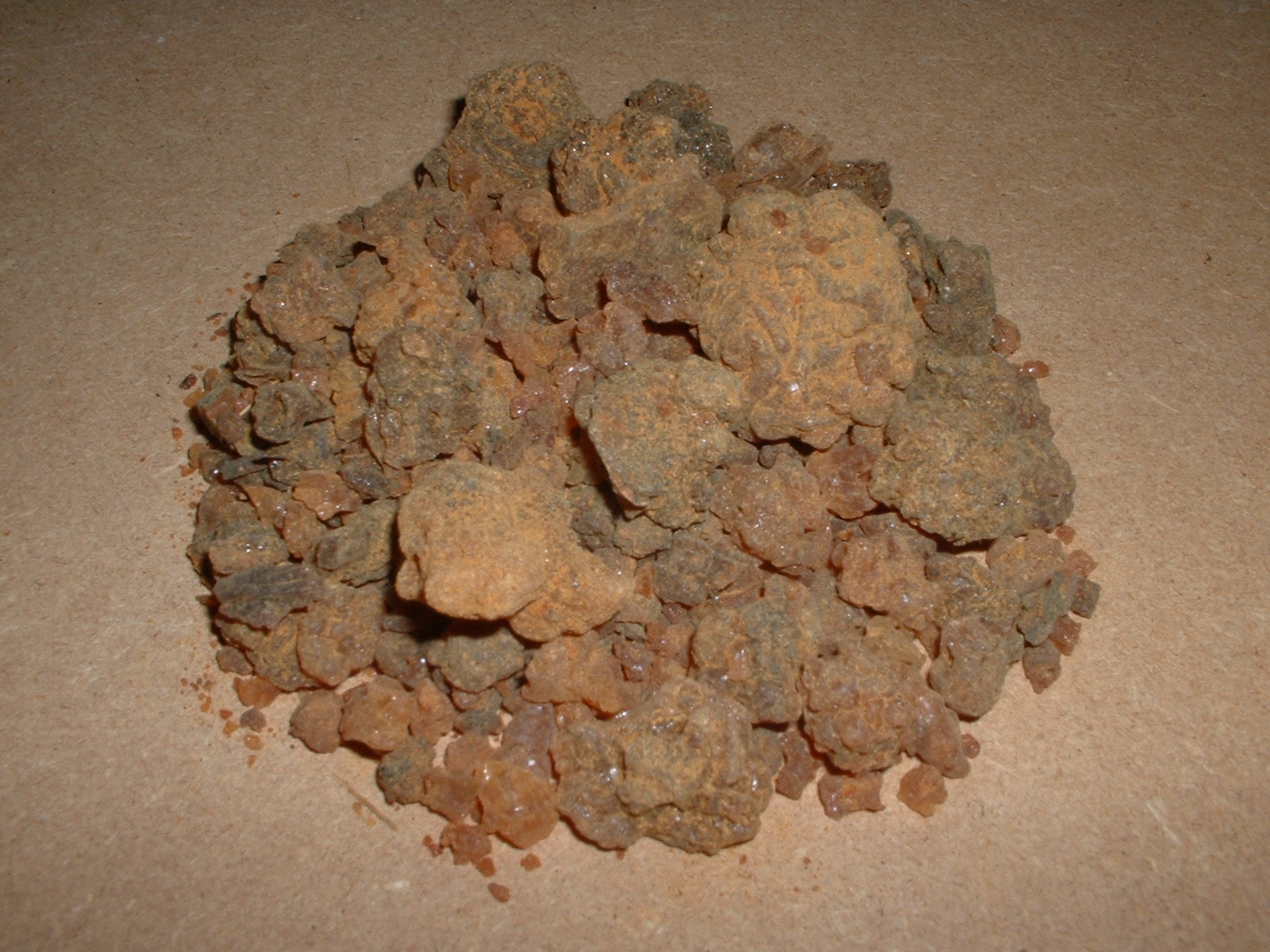
Mirra

La mirra è una gommaresina aromatica, estratta da un albero o arbusto del genere Commiphora, della famiglia delle Burseraceae. Può anche presentarsi in polvere. Esistono oltre duecento specie di Commiphora, ripartite sulle rive del mar Rosso, in Senegal, in Madagascar e in India.
La specie più usata per la produzione della mirra è la Commiphora myrrha (diffusa in Somalia, Etiopia, Sudan, penisola arabica): alla fine dell'estate l'arbusto si copre di fiori e sul tronco compaiono una serie di noduli, dai quali cola la mirra, in piccole gocce gialle, che vengono raccolte una volta seccate. Una gomma simile, il balsamo della Mecca, è prodotta dalla Commiphora gileadensis (in passato denominata Commiphora opobalsamum).

## Etimologia
Il termine viene dal latino murra o myrrha, quest'ultimo a sua volta derivato dal greco, che a sua volta lo ha preso dall'ebraico mor (מור) utilizzato nella Bibbia per indicare questa resina. La parola ebraica è collegata a una radice semitica mrr, con il significato di "amaro" - cfr. anche l'aramaico murr (ܡܪܝܪܐ) e l'arabo mur (مر).

## Usi

### Nell'antichità

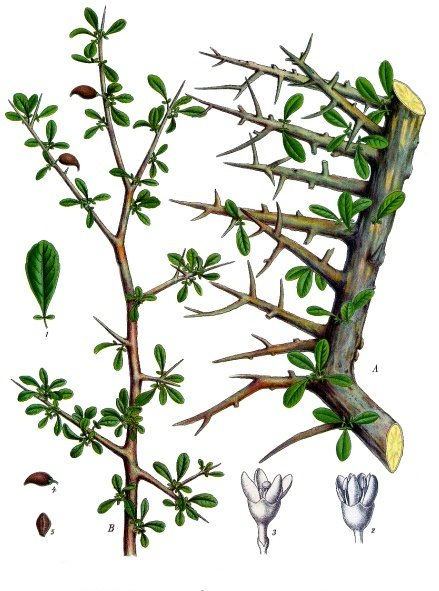
Commiphora myrrha, una delle prime piante da cui è stata raccolta la mirra

La storia della mirra è parallela a quella dell'incenso: era già conosciuta nell'antico Egitto, dove costituiva uno dei componenti del kyphi ed era utilizzata nell'imbalsamazione.
Nella Bibbia è uno dei principali componenti dell'olio santo per le unzioni, ma anche un profumo, citato sette volte nel Cantico dei Cantici. Nel Vangelo secondo Matteo è uno dei doni portati dai Magi al Bambino Gesù, e in quello di Marco (15:23) era stata mescolata a vino e offerta a Gesù prima della Crocifissione. Secondo la tradizione simboleggia l'unzione di Cristo, o l'espiazione dei peccati tramite la sofferenza e la morte corporale.
Nell'antica Grecia la mirra era ampiamente utilizzata, fino a essere mescolata con il vino; e un episodio mitologico narra della sua origine, legandola a Mirra figlia del re di Cipro e madre di Adone. La mitologia classica ricorda poi la figura di Ati, il bellissimo semidio indiano dai capelli impomatati di mirra.

### Usi moderni
La mirra è utilizzata come componente di prodotti farmaceutici (proprietà disinfettanti) e soprattutto in profumeria in certi paesi come la Francia e il Belgio .
Si trova sotto forma di tintura 1:5 in alcol 90% in associazione con la ratania (mirra tintura 50%, ratania tintura 50%) ed è utilizzata per curare le afte e ulcerazioni della bocca sia pura, da mettere delicatamente sulle piaghe oppure con acqua per risciacquare la bocca (Mirra e Ratania soluzione gengivale, F.U.I. XII). Tale preparato presente in farmacopea, possiede attività analgesica; attività antimicrobica nei confronti di batteri come E. coli, S. aureus, P. aeruginosa e del lievito C. albicans con MIC che variano da 0,2 a 2,8 µg/mL; attività antiinfiammatoria e contiene un triterpene più potente dell'idrocortisone.
Dalla distillazione della mirra si ricava un olio essenziale, da taluni ritenuto un rimedio per diversi problemi fisici, soprattutto se inerenti all'apparato digerente. Da oltre 3000 anni è infatti utilizzata come disinfettante delle vie intestinali, nell'imbalsamazione e anche come conservante per cibi rapidamente deperibili.
Gli studi effettuati dal gruppo di Dolara hanno evidenziato che i sesquiterpeni estratti dalla mirra hanno effetto antibatterico, antimicotico e analgesico, il che giustificherebbe il suo utilizzo storico come disinfettante e conservante.

## Rituale religioso

### Antico Egitto e Punt (Corno d'Africa)
Il re Sahure, sovrano della quinta dinastia, registra la prima spedizione attestata nel paese di Punt, nell'odierno Corno d'Africa (in particolare in Somalia), i cui partecipanti riportarono grandi quantità di mirra, incenso, malachite ed elettro. La spedizione riportò anche animali selvatici (in particolare ghepardi), un uccello segretario (Sagittarius serpentarius), giraffe e babbuini-gamadrilli (che erano sacri agli antichi Egizi), ebano, avorio e pelli di animali. Un rilievo del suo tempio funerario che commemora il successo di questa spedizione mostra Sahure che cura un albero di mirra nel giardino del suo palazzo. Il rilievo, intitolato "Lo splendore di Sakhure sale al cielo", è l'unico nell'arte egizia a raffigurare un re impegnato nel giardinaggio".

### Nell'Islam
Secondo un hadith di Maometto trasmesso da Abu Nuaim da Abban ibn Saleh ibn Anas, Maometto disse: "Fumigate le vostre case con assenzio, mirra e timo" (Kanz-ul-Ummal). L'Enciclopedia della Fitoterapia Islamica cita lo stesso hadith: "Il Messaggero di Allah disse: "Fumigate le vostre case con ash-shih, murr e sa'tar". L'autore afferma che questo uso della parola "murrr" si riferisce specificamente a Commiphora myrrha. Gli altri due sono Al-Shih (forse assenzio) e Sa'tar (o Za'atar - timo).

### Nell'antica Russia
La mirra giunse originariamente ai Russi dai Greci, attraverso la colonia greca di Tanais (oggi Rostov sul Don) citata dallo storico Strabone, con la quale le tribù slave russe commerciavano attivamente. La mirra nell'antichità dai Russi era chiamata smyrna. Smyrna è spesso citata in molti riti, rituali e usanze slave. Il fumo dell'aroma di Smyrna non era meno diffuso tra gli Slavi.